# Reumatologi
Reumatologi (af græsk: ῥεῦμα, rheuma (strøm, ofte brugt om kropsvæsker) og -λογία, logia (læren om)) er det lægevidenskabelige speciale, der beskæftiger sig med bindevævssygdomme og bevægelsesapparatet, herunder sygdomme i led, knogler, muskler og sener. Specialet fokuserer primært på inflammatoriske sygdomme som fx reumatoid artrit, systemisk lupus erythematosus (SLE), polymyositis og vaskulitissygdomme, men også på artrose, osteoporose og fibromyalgi.
En læge med speciale i reumatologi kaldes en reumatolog. I Danmark varetages specialet blandt andet af medlemmer af Dansk Reumatologisk Selskab.
Reumatologi er et højt specialiseret område, og der findes dedikerede reumatologiske afdelinger på flere af landets universitetshospitaler, herunder Rigshospitalet og Aarhus Universitetshospital, der modtager patienter med sjældne eller særligt komplekse sygdomme i bevægeapparatet.
På Rigshospitalet modtager Reumatologisk afdeling patienter fra hele landet, herunder også fra Færøerne og Grønland, når sygdommens sværhedsgrad eller behandlingskompleksitet overstiger de lokale muligheder. Disse patienter lider ofte af svære autoimmunbetingede sygdomme, der kan angribe flere organsystemer samtidigt og kræver multidisciplinær behandling.
Behandlingen af reumatologiske patienter varierer afhængigt af sygdomstype, men indebærer ofte brug af immundæmpende behandling såsom kortikosteroider, methotrexat, og moderne biologiske lægemidler såsom TNF-alfa-hæmmere eller IL-6-hæmmere. Mange patienter får regelmæssig intravenøs behandling, og afdelingerne varetager ofte langvarige behandlingsforløb, der kræver tæt monitorering.
Patienter med akut opblussen i sygdommen, fx ledhævelse, feber og påvirkede blodprøver, kan indlægges akut til udredning og behandling. Et vigtigt fokusområde i reumatologien er håndteringen af bivirkninger fra immunsupprimerende medicin og forebyggelse af ledsagende sygdomme som fx infektioner og knogleskørhed.
Sundhedspersonale på reumatologiske afdelinger består af specialuddannede læger, sygeplejersker og fysioterapeuter. Sygeplejersker har typisk gennemført kurser i reumatologisk sygepleje og har erfaring med administration af biologisk behandling, ledsvulstdrænage og patientundervisning i egenomsorg og medicinhåndtering. Det gør tidligere reumatologiske sygeplejersker eftertragtede i både hospitals- og kommunal regi.